# Morchella elata
Morchella elata é uma espécie de fungo da família Morchellaceae. Sabe-se que os seus corpos frutíferos são consumidos por ursos no Parque Nacional de Yellowstone.

## Descrição
Os corpos frutíferos são ocos, e usualmente com 5 a 10 cm de altura, com cabeça ovóide ou cónica. O estipe (muitas vezes inchado na base) tem 4 a 10 cm de altura e 1,5 a 5 cm de espessura. M. elata caracteriza-se pela produção de "covas" castanhas a púrpuro-avermelhadas, alongadas, cilíndricas, globulares ligeiramente pontiagudas e longitudinais. M. elata pode ser distinguida de outras espécies semelhantes como M. eangusticeps e M. conica, pelo seu pé liso e branco em espécimes jovens, e por tons cinza nas cristas e covas do píleo, e por produzir esporos maiores que os de M. angusticeps. A esporada tem cor creme. Trata-se de uma espécie comestível, embora, como no caso de outros cogumelos deste género, alguns indivíduos possam ser-lhe alérgicos.

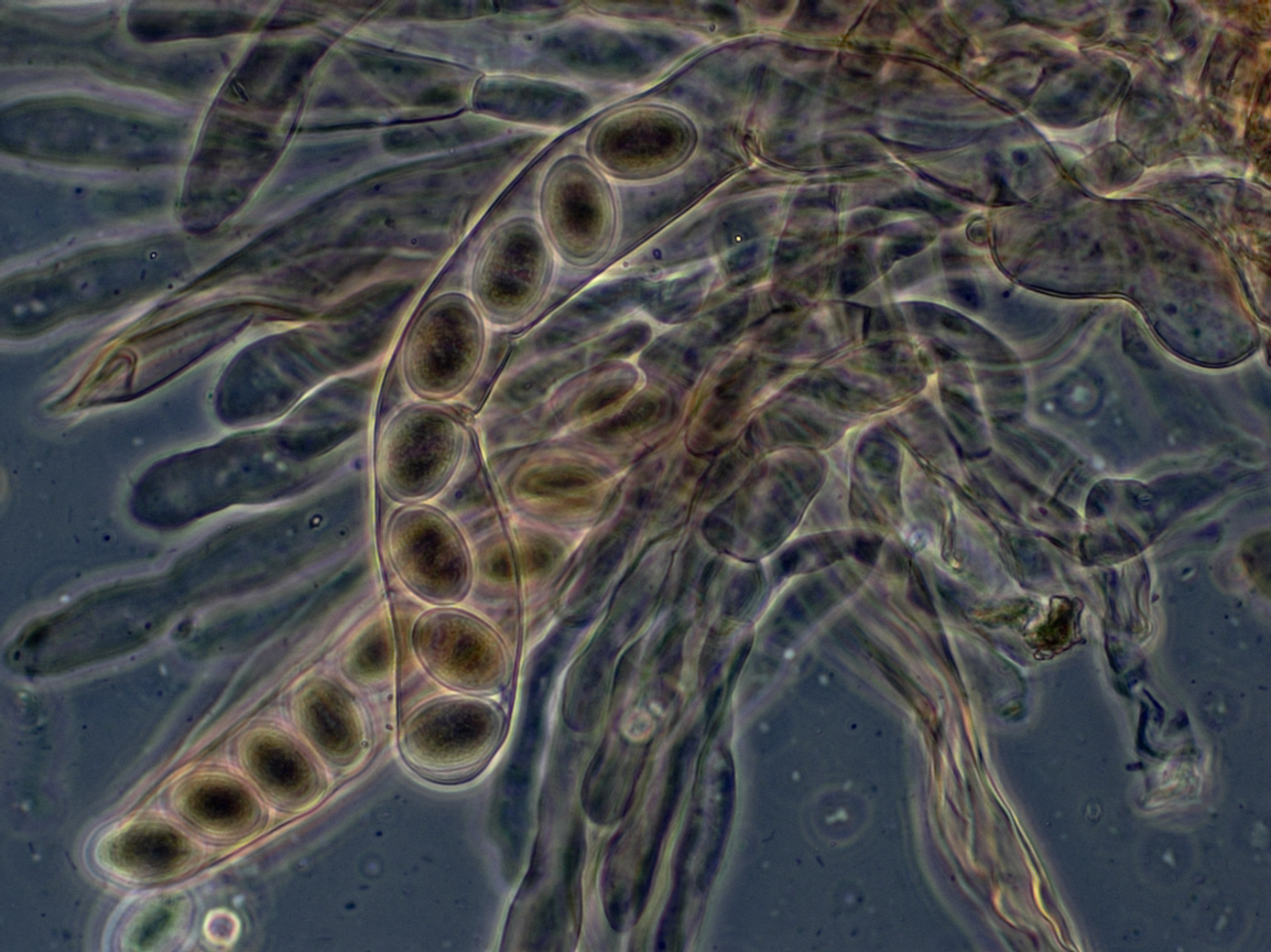
Ascos de M. elata vistos com microscópio de contraste de fase.

Morchella elata cresce em pequenos aglomerados no solo de florestas. É mais bem conhecido na América do Norte e Europa. A variedade M. elata var. purpurescens, conhecida apenas da Escócia, tem corpo frutífero de cor púrpura.

### Características microscópicas
Tipicamente, os esporos desta espécie são incolores, lisos, com forma elipsoidal, e com dimensões entre 20—28 por 12—15 µm.
Como outras espécies do género Morchella, M. elata tem ascos operculados (i.e., têm uma abertura no asco com tampa apical para descarregar os esporos), e ascósporos unicelulares hialinos com gotículas de óleo polares.